# Bascule

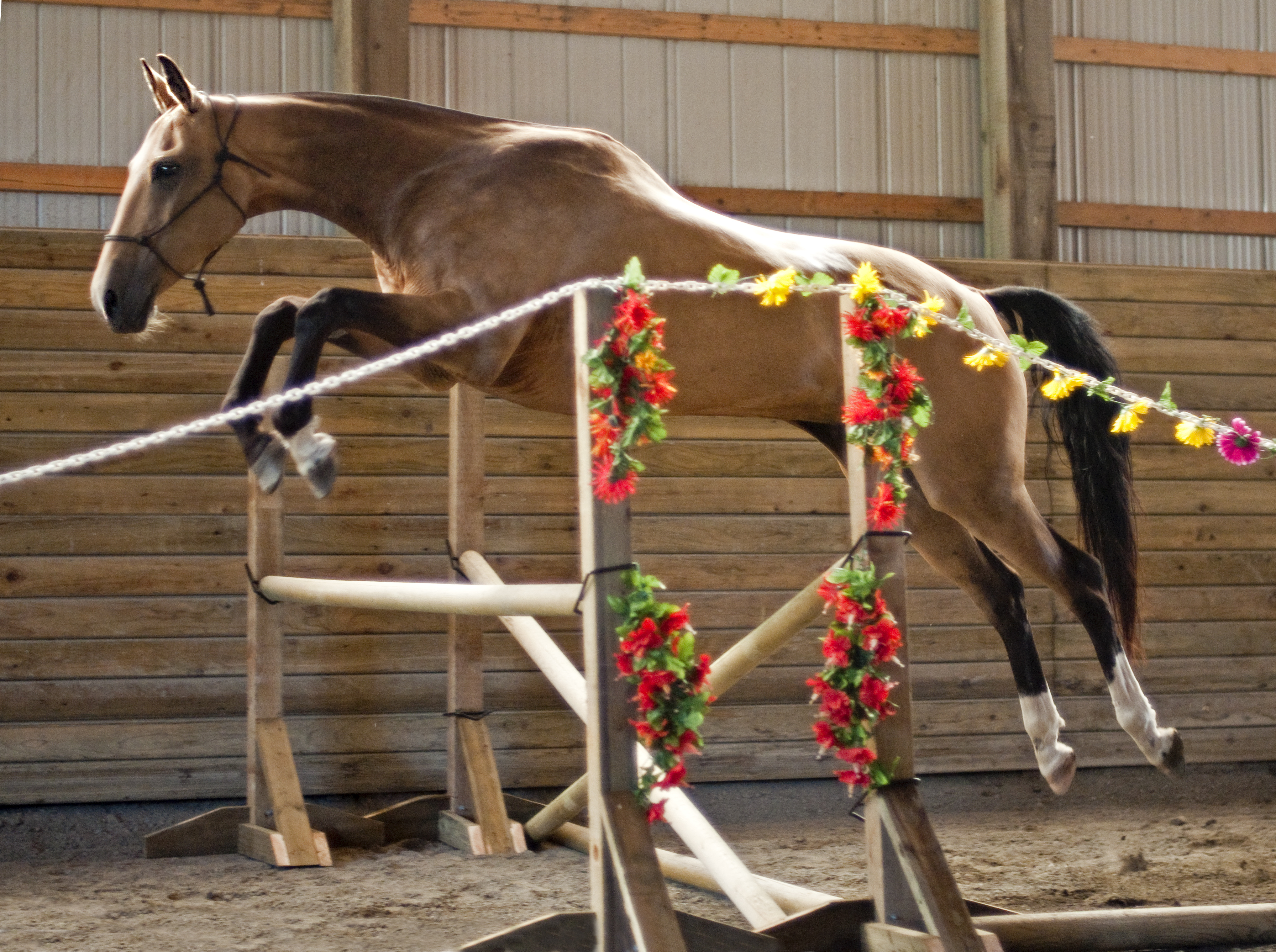
Pferd mit viel Bascule beim Freispringen

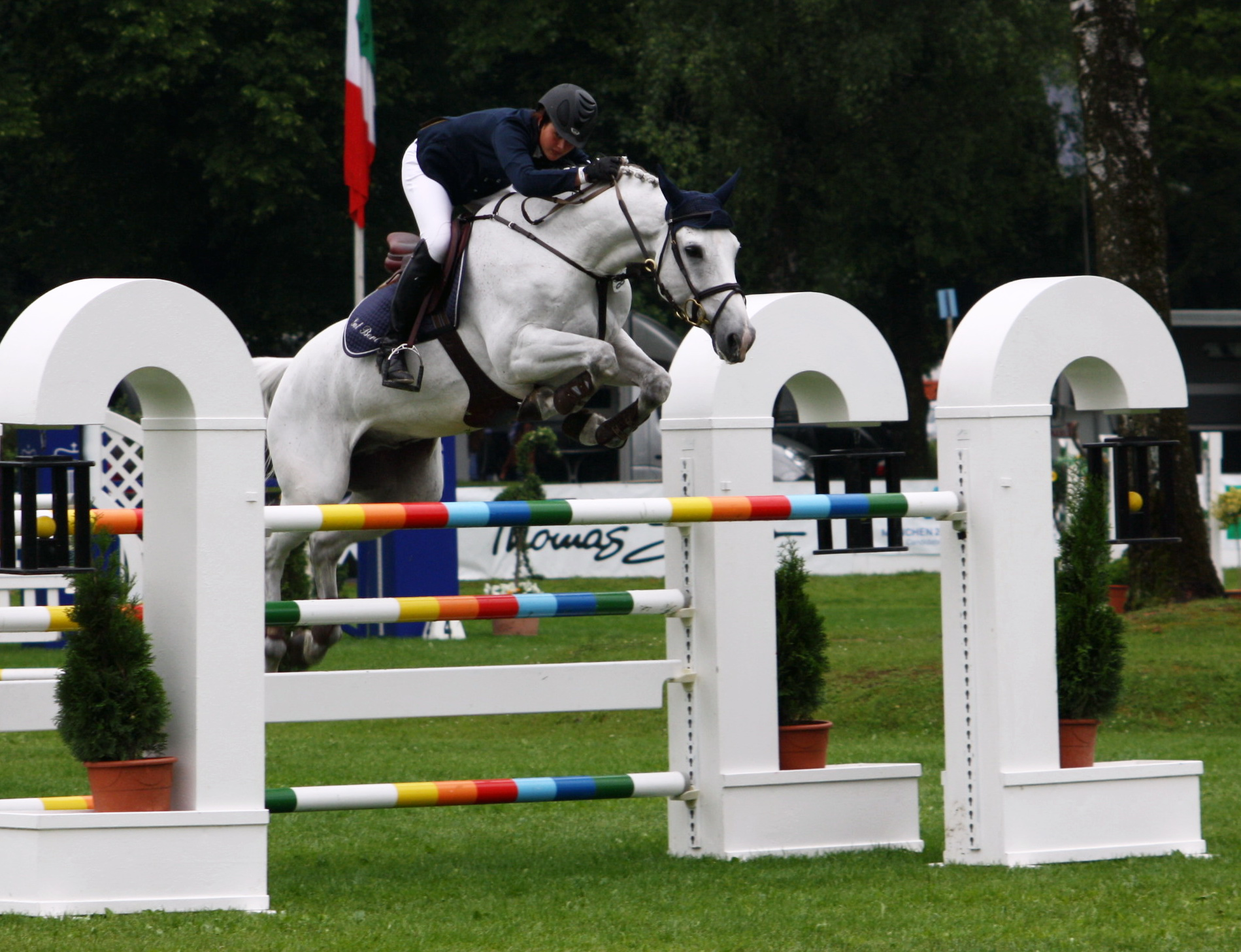
Viel Bascule in einer Springprüfung

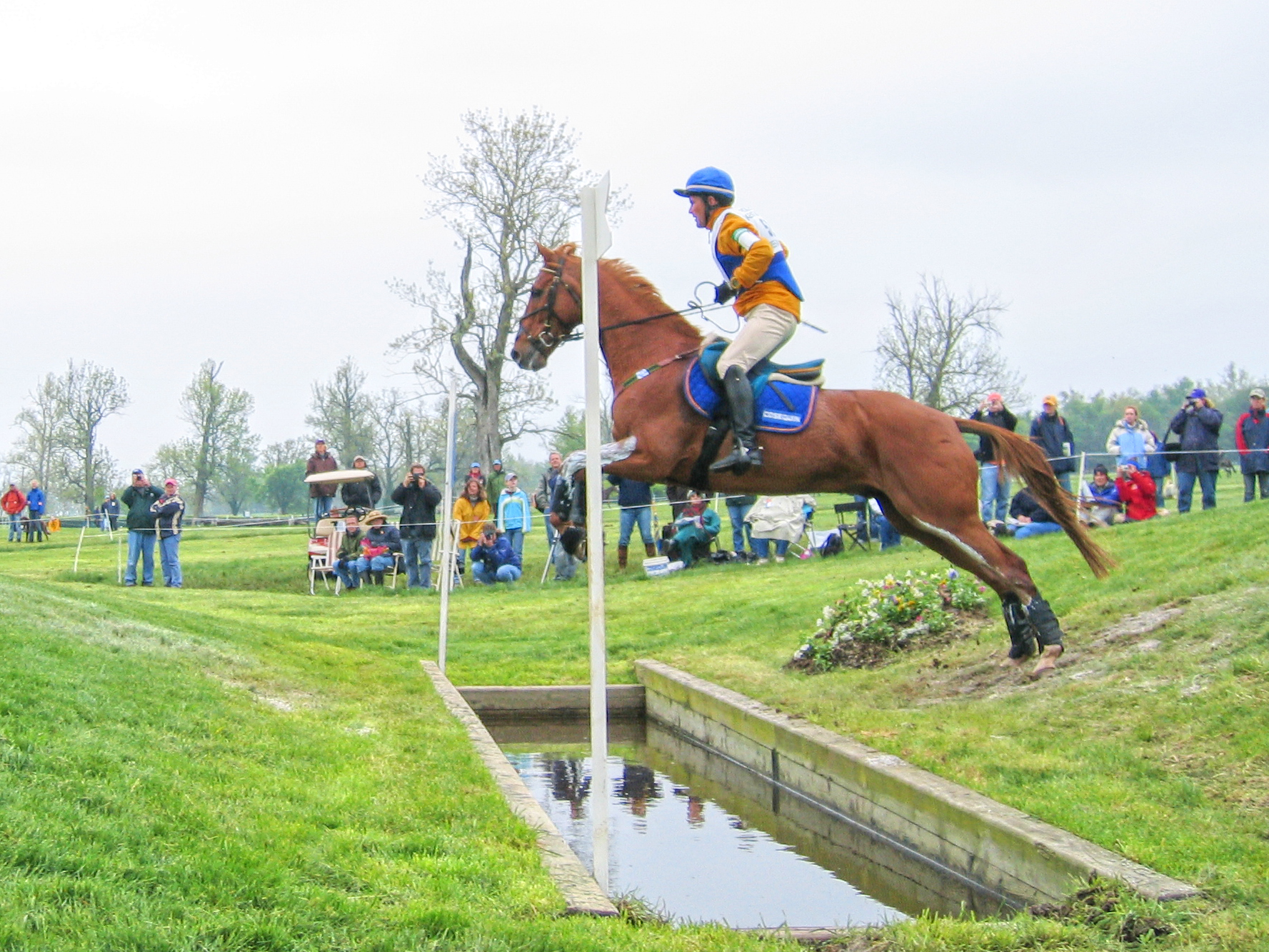
Wenig Bascule über einem Graben inmitten eines Coffin, Pferd und Reiter taxieren bereits den folgenden Anstieg

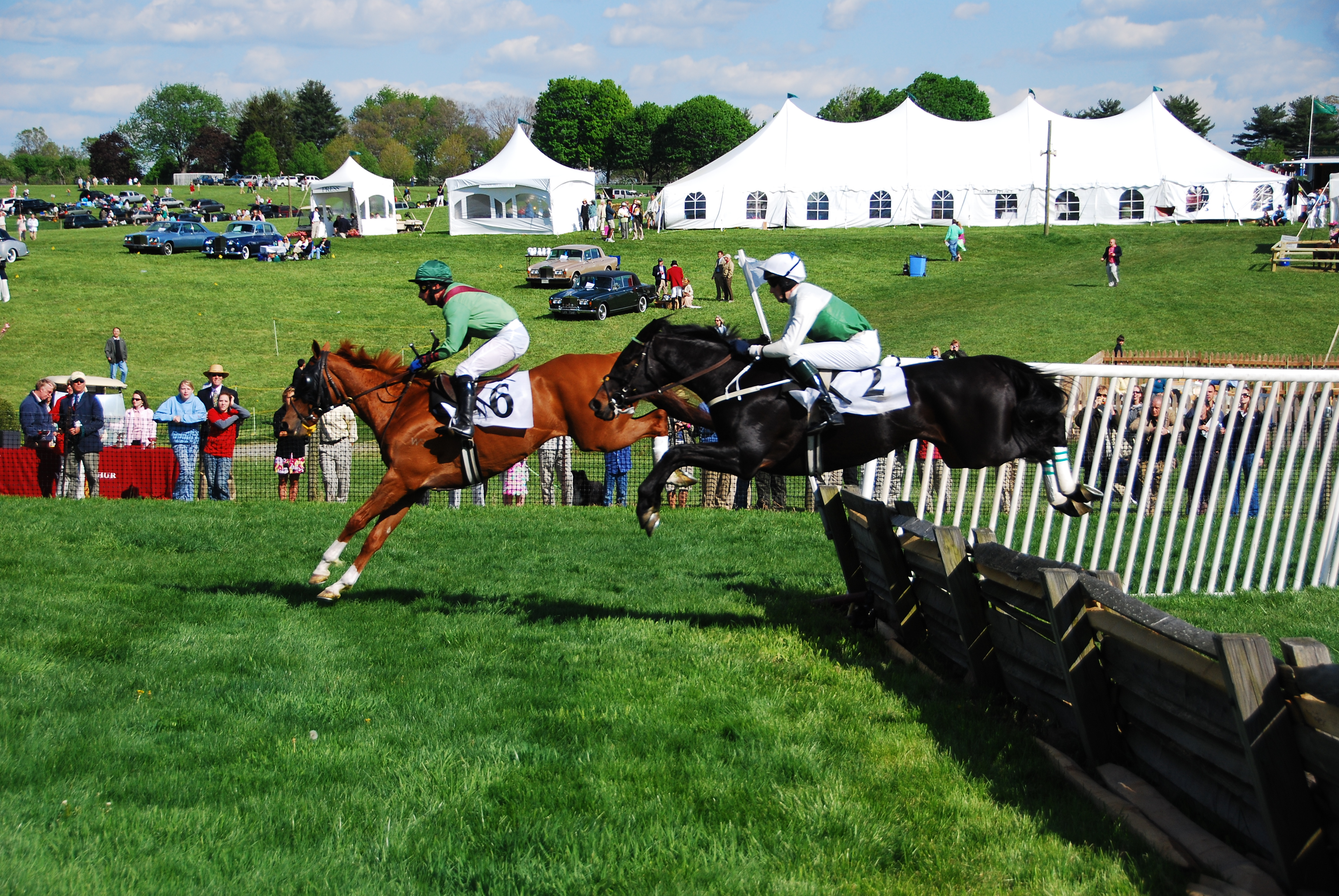
Diese Hindernisrennpferde springen flach, also ohne Bascule, um Zeit und Kraft zu sparen.

Als Bascule (franz. für „Wippe“)  wird die bogenförmige Haltung des Pferdes über dem Hindernis bezeichnet.
Beim Freispringen wölbt das Pferd den Rücken auf und streckt Kopf und Hals vorwärts-abwärts. Über dem Sprung ist der Widerrist der höchste Punkt. Diese Haltung wurde unter dem Sattel erst durch den Springsitz ermöglicht, den Federico Caprilli Anfang des 20. Jahrhunderts als militärisches Springsystem einführte.
Als Bascule wird auch das Kippbrett an der Guillotine bezeichnet.

## Technik
Ein Pferd mit Bascule springt rund, wohingegen ein Pferd ohne Bascule flach springt. Ein flach springendes Pferd hat den Kopf oben und die Wirbelsäule relativ gerade. Der gerade Rücken hindert das Pferd daran, die Vorderbeine hoch anzuheben. Viel Bascule erleichtert es dem Pferd dagegen, die Vorderbeine anzuziehen, und somit Vorhandfehler zu vermeiden. Die meisten Springpferde zeigen eine natürliche Veranlagung zu guter Bascule. Es gibt jedoch auch sehr athletische Pferde, die trotz schlechter Bascule mit viel Kraft große Höhen springen.
In anderen Pferdesport-Disziplinen ist nicht immer gleich viel Bascule erwünscht. In der Vielseitigkeit-Geländeprüfung ist je nach Hindernistyp ein aufwändiger Springstil mit hohem Bogen und rundem Rücken zeitraubend, so dass eine flachere, schnellere Technik bevorzugt wird. Bei Tiefsprüngen ist beispielsweise eine flachere Technik mit weniger Bascule für eine sichere Landung von Vorteil.
Bei Hindernisrennen ist Bascule dagegen nicht erwünscht, da sie zu viel Kraft und Zeit kostet. Die Bürsten-Hindernisse werden flach und schnell gesprungen, die Bürsten werden durchstreift.

## Ausbildung
Eine entsprechende Ausbildung kann einem Pferd dabei helfen, seine Bascule bis zu den Grenzen seiner individuellen Veranlagung zu verbessern. So kann die Bascule mit Hilfe von Gymnastikreihen verbessert werden. Bestimmte Hindernistypen fördern die Bascule über dem Sprung, vor allem die Triplebarre.
Generell fällt es einem losgelassenen Pferd mit frei schwingender Wirbelsäule leichter, den Rücken aufzuwölben, sodass die Bascule auch durch Longieren und Dressurarbeit positiv beeinflusst werden kann.
Der Grad des Basculierens, der erreicht werden kann, ist jedoch von der Veranlagung des Pferdes abhängig.